# Skeleton-America’s-Cup 2006/07
Der Skeleton-America’s-Cup 2006/07 war eine von der Fédération Internationale de Bobsleigh et de Tobogganing (FIBT) veranstaltete Rennserie, die zum siebten Mal ausgetragen wurde und neben dem Europacup zum Unterbau des Weltcups gehört. Der Wettbewerb bestand aus fünf (Frauen) bzw. sechs (Männer) Rennen in den USA und Kanada.

## Männer

### Veranstaltungen
| Datum             | Ort         | Sieger          | Zweiter        | Dritter                |
| ----------------- | ----------- | --------------- | -------------- | ---------------------- |
| 16. November 2006 | Calgary     | Caleb Smith     | Hiroyuki Bamba | Andy Wood              |
| 17. November 2006 | Calgary     | Chris Hedquist  | Anthony Sawyer | Andy Wood              |
| 2. Dezember 2006  | Lake Placid | Matthew Antoine | Andy Wood      | Yuzuru Hanyūda         |
| 3. Dezember 2006  | Lake Placid | Matthew Antoine | Andy Wood      | John Daly Chris Type   |
| 20. Dezember 2006 | Park City   | Matthew Antoine | Chris Type     | Adam Donahoo Andy Wood |
| 21. Dezember 2006 | Park City   | Matthew Antoine | Andy Wood      | Chris Type             |

### Einzelwertung
| Platz | Sportler        | Land                   | Punkte |
| ----- | --------------- | ---------------------- | ------ |
| 1     | Andy Wood       | Vereinigtes Königreich | ?      |
| 2     | Matthew Antoine | Vereinigte Staaten     | ?      |
| 3     | Chris Type      | Vereinigtes Königreich | ?      |

## Frauen

### Veranstaltungen
| Datum             | Ort         | Siegerin          | Zweite               | Dritte            |
| ----------------- | ----------- | ----------------- | -------------------- | ----------------- |
| 16. November 2006 | Calgary     | Jessica Palmer    | Jekaterina Mironowa  | Rebecca Sorensen  |
| 2. Dezember 2006  | Lake Placid | Anne O’Shea       | Keslie Ann Tomlinson | Maggie Davies     |
| 3. Dezember 2006  | Lake Placid | Anne O’Shea       | Maggie Davies        | Donna Creighton   |
| 21. Dezember 2006 | Park City   | Jessica Palmer    | Anne O’Shea          | Tionette Stoddard |
| 22. Dezember 2006 | Park City   | Tionette Stoddard | Anne O’Shea          | Jessica Palmer    |

### Einzelwertung
| Platz | Sportlerin     | Land                   | Punkte |
| ----- | -------------- | ---------------------- | ------ |
| 1     | Anne O’Shea    | Vereinigte Staaten     | ?      |
| 2     | Jessica Palmer | Vereinigte Staaten     | ?      |
| 3     | Maggie Davies  | Vereinigtes Königreich | ?      |